# ئی‌ام‌دی آراس۱۳۲۵
ئی‌ام‌دی آراس۱۳۲۵ (انگلیسی: EMD RS1325) یک لوکوموتیو دیزلی ساخت شرکت جنرال موتورز الکترو-موتیو دیویژن است.
این لوکوموتیو که در سال ۱۹۶۰ تولید شده دارای ۱۲ سیلندر و ۱۳۲۵ اسب بخار توان خروجی بوده و به عنوان شانتر طراحی شده است.